# Jábec
Jábec (hebrejsky יַעְבֵּץ, Jaabec) nebo též Jaebes je muž, který se objevuje v biblické zmínce v 1. knize Letopisů. Předpokládá se, že byl předchůdce judských králů. Jábecovo narození bylo obtížné; z tohoto důvodu mu jeho matka dala jméno Jábec neboli „trápení“; doslovně „on přináší smutek“.
Ačkoli je textový popis Jábece krátký, jeho výjimečnost nelze v uvedených rodových liniích přehlédnout:
| „                           | Jábec byl slavnější než jeho bratři. Jeho matka ho pojmenovala Jábec, Trápení, neboť řekla: "Porodila jsem ho s trápením." Jábec volal k Bohu Izraele: "Kéž bys mi požehnal a rozšířil mé území! Kéž by tvá ruka byla se mnou a chránila mě od zlého, abych neměl trápení!" A Bůh mu dal, oč žádal. | “ |
| — 1Kron 4, 9–10 (Kral, ČEP) | |   |

V arabštině a perštině je Jábec přepisuje jako Yabis nebo Yabiz (يَعْبِيصَ).
Jábec je také zmíněn v 1. knize Letopisů 2:55, možná jako místní název.